# Història de la regió mediterrània

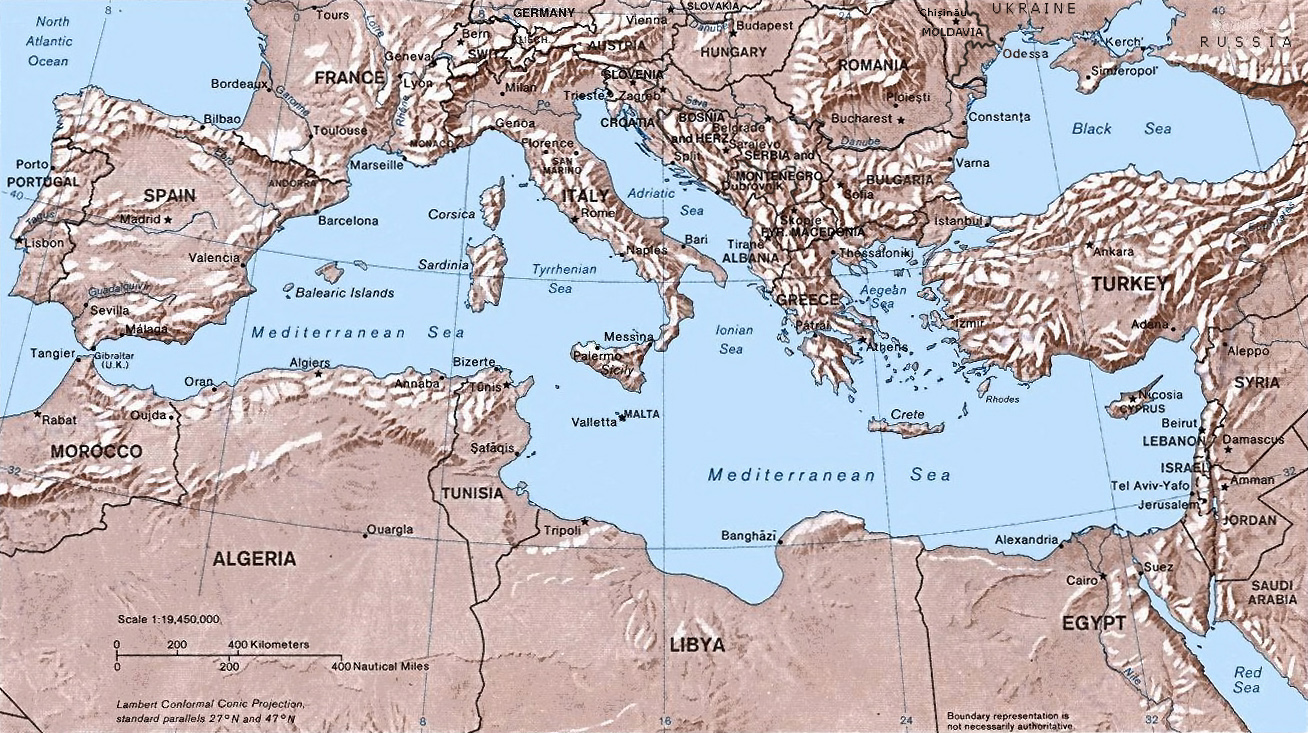
La regió mediterrània.

La història de la regió mediterrània és la de la interacció entre les cultures i la gent de les terres que envolten el mar Mediterrani, la via principal de transport per a l'intercanvi comercial i cultural entre els diversos pobles fins a l'arribada del ferrocarril i el transport aeri. El coneixement d'aquesta història és important per entendre l'origen i desenvolupament de Mesopotàmia, Egipte, Pèrsia, Fenícia, així com el dels pobles jueu, grec, llatins (Itàlia, França, Espanya i Portugal), àrabs i la cultura otomana i, per tant, és necessari per comprendre el posterior desenvolupament de la civilització occidental.
Els romans van tenir una forta consciència de recolliment i de pertinença d'aquest mar, que van anomenar d'una banda Mediterraneum (és a dir, 'al mig de la terra') i de l'altra Mare Nostrum (o sigui, 'mar nostre').

## Primeres civilitzacions

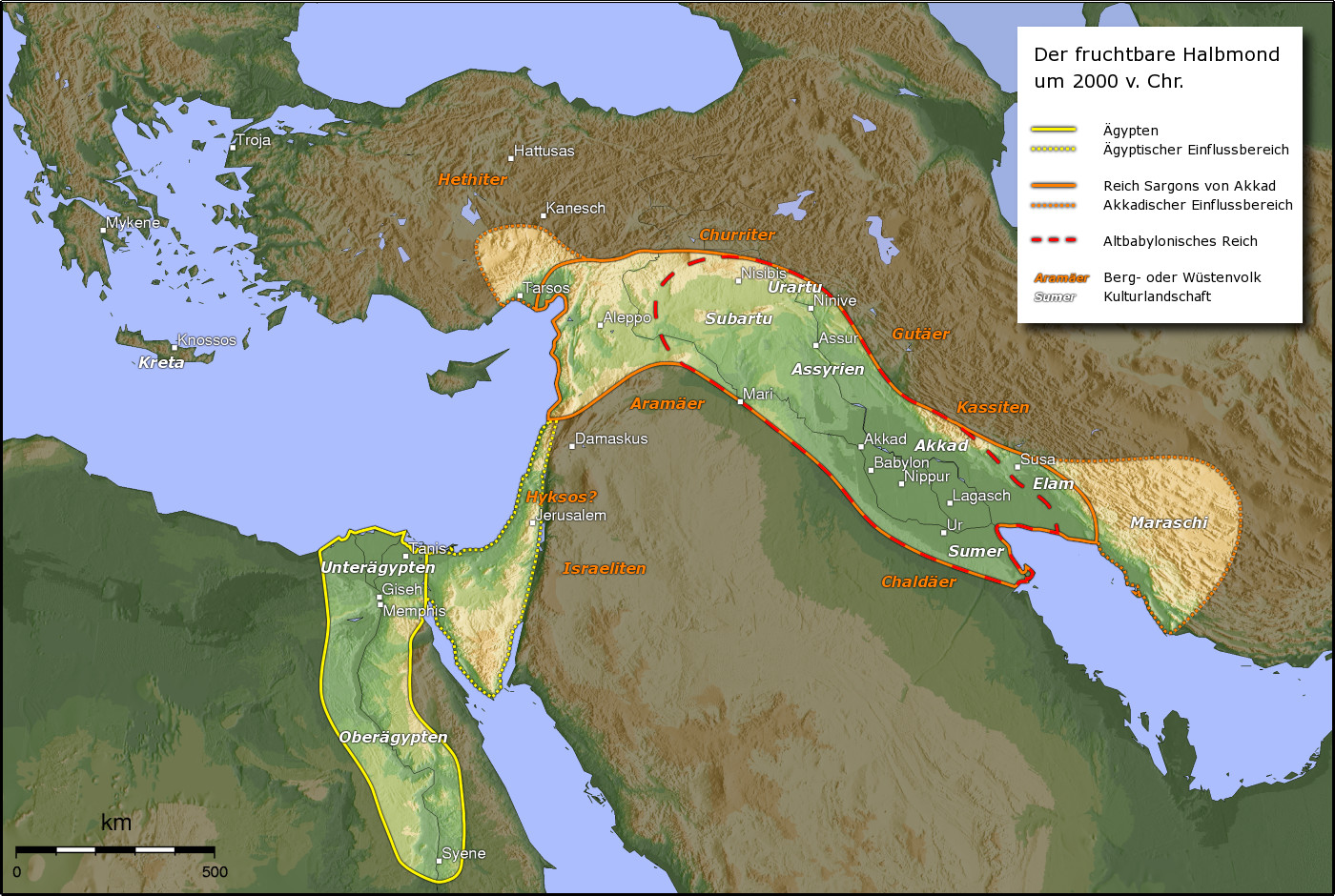
El Creixent Fèrtil, 2000 aC.

La fèrtil zona del Mediterrani oriental va veure néixer el Neolític a occident i créixer les primeres civilitzacions. La primera va ser la Sumèria, que va sorgir a Mesopotàmia el IV mil·lenni aC, i poc després la vall del Nil s'unia sota els primers faraons, la civilització es va estendre ràpidament pel Llevant —Síria, Líban i Israel—, una àrea de similar geografia i clima que facilita el creixement de plantes anuals amb llavors comestibles i amb una major productivitat al llarg de les estacions que les plantes perennes. En el Creixent es troben les plantes que van ser més importants en el neolític, com el blat, l'ordi, el lli, el cigró, el pèsol, la llentia, i allí va començar la domesticació de cinc espècies d'animals: la vaca, la cabra, l'ovella, el porc i el cavall.
Més tard, es van desenvolupar els grans imperis de l'Àsia Menor, com l'assiri i l'hitita. L'expansió es va retardar fins que van ser capaços de construir vaixells apropiats per travessar el mar, alhora que es desenvolupaven les societats a Xipre i altres illes, i a Creta floria la civilització minoica. Mentre que en les primeres èpoques van prosperar les ciutats situades al costat dels rius, les societats situades a la costa es van enriquir posteriorment amb el comerç marítim, aconseguint un poder encara més gran.

## Edat antiga

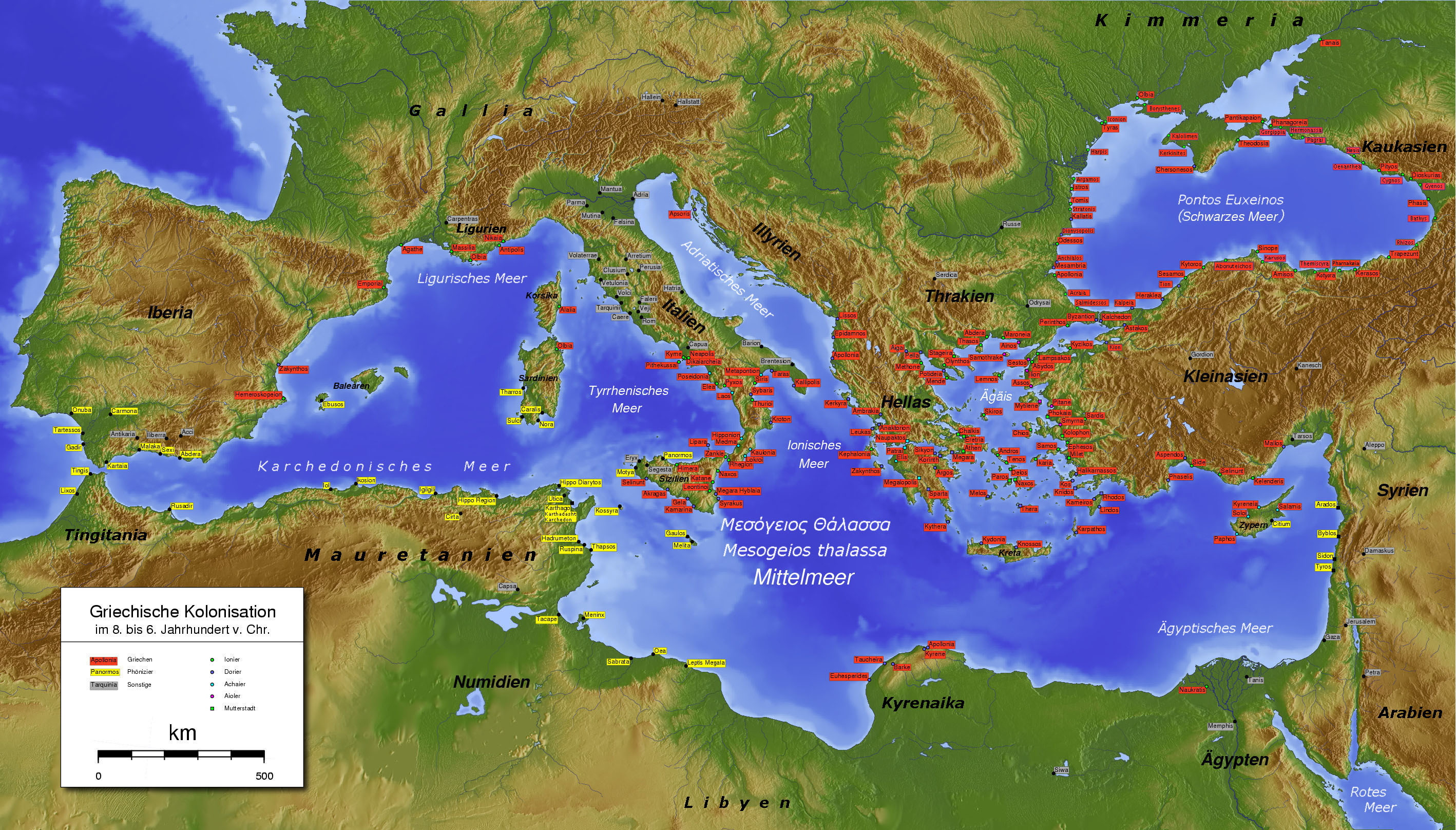
Colònies gregues i fenícies a la Mediterrània (segles VIII-VI aC).

L'Imperi Romà (117 dC).

Els més notables van ser les ciutats estats gregues i fenícies. Els grecs es van estendre a través del mar Negre i al sud fins al mar Roig. Els fenicis van explorar el Mediterrani occidental, incloent-hi el nord d'Àfrica i la península Ibèrica. El nucli fenici al Llevant estava dominat pels regnes arrelats a l'est, a Mesopotàmia i Pèrsia.
Al nord de la Grècia continental, a Macedònia, l'habilitat tecnològica i d'organització grega es va forjar a través de diferents guerres, en què vencien gràcies a la cavalleria. Sota el comandament d'Alexandre el Gran, aquesta força es va encaminar a l'est, i en una sèrie de tres batalles decisives, va derrotar les forces perses i va prendre el seu imperi, que incloïa Egipte i les terres fenícies. Amb això, els centres principals de la Mediterrània es van convertir en part de l'imperi d'Alexandre. El seu imperi no li va sobreviure, i l'Orient Mitjà, Egipte, i Grècia van ser una altra vegada independents, però les conquestes d'Alexandre van difondre els coneixements i les idees gregues a través de la Mediterrània oriental i cap a l'est, fins a l'Índia.
La regió mediterrània oriental va ser eclipsada al 220 aC pels pobles de l'oest. A l'Àfrica del Nord, la colònia fenícia de Cartago va créixer fins a dominar els seus voltants amb un imperi que va mantenir moltes de les característiques fenícies. Però, va ser una ciutat a la península italiana, Roma, la que aviat dominaria tota la conca mediterrània.
L'Imperi Romà encarna l'època de major expansió del poble romà, que primer s'expandí a través d'Itàlia. Tot seguit, Roma va derrotar Cartago en les guerres púniques, convertint-se en la força principal de la regió. Els romans aviat van envair l'orient, de cultura grega, i l'herència grega va exercir un paper important en tot l'Imperi Romà. En aquesta època les cultures costaneres que es dedicaven al comerç havien dominat sobre les valls interiors que havien estat el bressol de les grans civilitzacions. A Egipte es va desplaçar el centre del poder des del Nil cap a Alexandria. Mesopotàmia es va convertir en una regió fronterera entre l'imperi romà i els perses.
Durant diversos segles el Mediterrani va ser el Mare Nostrum (el nostre mar), un "llac romà" envoltat per totes bandes per l'Imperi. Una província de l'imperi era Judea, i amb el temps, una religió fundada allà, el cristianisme, es va estendre a través de l'imperi i es va convertir en la seva fe oficial. L'imperi va començar a esfondrar-se i va caure en el segle v. L'est era, temporalment, una altra vegada dominant, amb l'Imperi Romà d'Orient format amb la meitat oriental de l'imperi romà. La part occidental de l'imperi, la Gàl·lia, Ibèria, i el Magrib van ser envaïts per la gent nòmada de l'estepa eurasiàtica. Aquests conqueridors aviat es van assentar, adoptant molts dels costums locals, i formant molts i petits regnes que guerrejaven entre si.

## Edat mitjana

Expansió de l'islam: el Califat omeia v. 750.

L'Imperi Romà d'Orient (1025).

El poder a la regió mediterrània l'any 750 es desplaça a l'est, amb l'islam, mentre que l'Imperi Romà d'Orient i l'Imperi Sassànida es van anar afeblint per segles de guerra. En una sèrie de conquestes ràpides, els exèrcits àrabs motivats per l'islam i conduïts pels Califes i per comandants militars experts es van estendre per l'Orient Mitjà: van reduir els dominis romans d'Orient a la meitat i van envair totalment Pèrsia. A Anatòlia van ser detinguts pels romans d'Orient, però els governadors romans d'Orient i els regnes indígenes d'Àfrica del nord no tenien capacitat defensiva suficient, i els conqueridors musulmans van escombrar la regió. A l'oest van travessar el mar i van prendre Hispània, sent detinguts al sud de França pels francs.
Gran part del nord d'Àfrica es va convertir en una àrea perifèrica subordinada als centres principals de l'Orient Mitjà, però Ibèria (al-Àndalus) i el Magrib aviat van trencar aquest control distant i van fundar una de les societats més avançades del món en aquesta època, només comparable a Bagdad a la Mediterrània oriental.
Europa es restablia, amb estats organitzats i centralitzats que es van començar a formar al final de l'edat mitjana. Motivats per la religió i els somnis de conquesta, els reis europeus van llançar diverses Croades per intentar derrotar el poder musulmà i recuperar Terra Santa. Les Croades no van aconseguir aquesta meta, i van aconseguir afeblir el poder de l'Imperi Romà d'Orient, que ja trontollava, i que va començar a perdre cada vegada majors extensions de terreny a les mans dels turcs otomans. Una altra conseqüència de les croades va ser el desviament de l'equilibri de poder dins del món musulmà, amb el qual Egipte va emergir de nou com una potència important a la Mediterrània.
Els regnes europeus continuaven augmentant el seu poder mentre començava el Renaixement. Aquest va començar al nord d'Itàlia. Els estats islàmics mai havien estat forces navals importants, i el comerç entre Orient i Europa estava en mans de comerciants italians, especialment Venècia, que es va beneficiar extraordinàriament amb això.
El poder otomà va continuar creixent, i el 1453 l'Imperi Romà d'Orient desapareixia amb la caiguda de Constantinoble. Els otomans van controlar Grècia i els Balcans, i aviat també es van començar a estendre cap a Àfrica del nord, que s'havia enriquit amb el comerç a través del desert del Sàhara. Els portuguesos, havien trobat la manera d'evitar aquest comerç negociant directament amb l'Àfrica occidental per mitjà de rutes marítimes. Això va ser possible gràcies a un nou tipus de nau, la caravel·la que va fer profitós el comerç en les difícils aigües atlàntiques per primera vegada. La reducció del comerç amb els veïns del sud va debilitar l'Àfrica del nord, i la va convertir en blanc fàcil per als otomans.

## Edat moderna

L'Imperi Otomà (expansió fins 1683).

El poder naval creixent dels països europeus es va enfrontar a la batalla de Lepant (1571) a la ràpida expansió dels otomans, però només els van frenar, sense ser capaços d'acabar amb l'Imperi: Xipre va passar a ser-ne part el 1571, la resistència de Tunísia va acabar el 1574 i, després de gairebé una generació assetjats, els venecians van ser expulsats de Creta el 1669. L'equilibri de poders va quedar establert entre Espanya i l'Imperi Otomà fins al segle xviii, cadascun dominant la meitat de la conca mediterrània, i reduint les marines de guerra dels diferents estats italians a una presència testimonial. A més, l'Imperi Otomà va aconseguir el seu objectiu de difondre la fe musulmana al llarg de la costa nord-africana.
El desenvolupament de la navegació oceànica començà a afectar tota la Mediterrània. El comerç amb l'Orient Llunyà va deixar de passar per la regió, ja que la circumnavegació d'Àfrica va permetre que l'or, les espècies, i els tints s'importessin directament als ports atlàntics d'Europa occidental. Les Amèriques també es van convertir en una font de riqueses per als països occidentals, tot i que alguns dels estats mediterranis van ser exclosos en gran part d'aquesta abundància. La base del poder europeu va canviar de lloc, traslladant-se al nord, alhora que Itàlia es va convertir en una àrea perifèrica dominada per estrangers. L'Imperi Otomà també va començar a declinar de forma lenta, veient com les seves possessions africanes aconseguien la independència de fet i els seus territoris europeus eren reduïts gradualment pel poder en augment d'Àustria i Rússia.

## Edat contemporània
Al segle xix els estats europeus del nord eren més poderosos i van començar a colonitzar el nord d'Àfrica. França va envair Algèria el 1830, i també el Regne Unit va aconseguir el control d'Egipte el 1882. L'Imperi Otomà es va ensorrar finalment després de la Primera Guerra Mundial, i els seus territoris van ser dividits entre França i el Regne Unit: Llevant per a França, Mesopotàmia per al Regne Unit, tot i que les regions pròpiament turques van poder assegurar en tot cas la seva independència, i es convertiren en el nou estat independent de Turquia. El nord d'Àfrica va ser l'última zona a aconseguir la seva independència, i ho va fer en la dècada de 1950.
El 2015 s'intensificà molt l'arribada massiva d'immigrants irregulars des d'Àfrica del Nord i Orient Mitjà a Europa a través del mar. És el que s'anomenà la crisi dels refugiats a Europa, amb centenars de milers de persones nouvingudes, i molts milers de morts al mar.